# Lacus Temporis
Il Lacus Temporis ("Lago del tempo", in latino) è un piccolo mare lunare situato nelle vicinanze del quadrante nordorientale della Luna e giacente entro un diametro di 117 km. 
Questo piccolo mare è composto da due grandi zone, approssimativamente circolari, di terreno relativamente piano e uniforme, con un paio di piccoli crateri posti quasi alla loro intersezione. Entrambe queste regioni, dalla superficie ricoperta di lava basaltica, hanno dei lobi più piccoli a margine, i quali con tutta probabilità sono il risultato di impatti poi sommersi.
A sudovest del Lacus Temporis vi è il cratere Chevallier, mentre verso sudest si trova il cratere Carrington.